# Ligne 208 (film)
Pour la ligne ferroviaire belge, voir Ligne 208 (Infrabel).
Pour plus de détails, voir Fiche technique et Distribution.
Ligne 208 est un film français réalisé par Bernard Dumont, sorti en 2001.

## Synopsis
Bruno, un conducteur de bus, est marié avec Djamila. Son ami d'enfance, Jean, est devenu policier. Un jour, Bruno est agressé par une bande d'une cité voisine. Ne pouvant plus travailler, il s'isole et n'a plus qu'une idée en tête : se venger.

## Fiche technique
- Titre : Ligne 208
- Réalisation : Bernard Dumont
- Scénario : Sylvie Bailly et Bernard Dumont
- Musique : Erik Truffaz
- Photographie : Pierre Milon
- Montage : Mariette Lévy-Novion
- Production : Yvon Davis
- Société de production : Agat Films & Cie, Les Films Alain Sarde, France 3 Cinéma et Canal+
- Société de distribution : Les Films du Paradoxe (France)
- Pays :  France
- Genre : drame
- Durée : 97 minutes
- Dates de sortie : 
  -  France : 31 janvier 2001

## Distribution
- Patrick Dell'Isola : Bruno
- Nozha Khouadra : Djamila
- Pierre Martot : Jean
- Nicolas Duvauchelle : Pascal
- Serge Riaboukine : René
- Valérie Vogt : Véronique
- Didier Menin : Marquet
- Joseph Falcucci : Papy
- Amina Medjoubi : Fatima
- Frédéric Sauzay : Xavier
- Pascal Courty : Patrice
- Zinedine Soualem : Mohammed
- Pierrick Sorin : Emmanuel
- Wilfred Benaïche : Jean-Claude
- Joël Ravon : Thierry
- Rachid Djaïdani : Hamed
- Jo Prestia : Johnny
- Stéphane Algoud : Andy
- Nabil Hadjeb : Rachid
- André Crudo : Dédé
- Sarah Ouaguenouni : Anna

## Accueil
Louis Guichard pour Télérama, estime que le film est « convaincant dans les scènes de la vie quotidienne ». Pour Olivier De Bruyn de Première le film « réussit à faire exister ses personnages blafards malgré un désir démonstratif insistant ».

## Distinctions
Le film a reçu le Grand Prix et le Prix des lycéens au festival international du premier film d'Annonay 2000.